# Hyphoderma leoninum
Hyphoderma leoninum är en svampart som beskrevs av Burds. & Nakasone 1983. Hyphoderma leoninum ingår i släktet Hyphoderma och familjen Meruliaceae.   Inga underarter finns listade i Catalogue of Life.